# Dirk Proper
Dirk Wanner Proper (ur. 24 lutego 2002 w Elst) – holenderski piłkarz, występujący na pozycji środkowego pomocnika w klubie NEC Nijmegen.

## Sukcesy

### Holandia U17
- Mistrzostwa Europy U-17 w piłce nożnej: 2019[4]